# Resultados do Carnaval do Rio de Janeiro em 1966
Nesta página estão listados os resultados dos concursos de escolas de samba, blocos de enredo, frevos carnavalescos, ranchos carnavalescos e sociedades carnavalescas do carnaval do Rio de Janeiro do ano de 1966. Os desfiles foram realizados entre os dias 19 e 22 de fevereiro de 1966.
Portela conquistou seu 18.º título de campeã do carnaval. A escola apresentou o enredo "Memórias de Um Sargento de Milícias", baseado no livro homônimo do escritor Manuel Antônio de Almeida. O enredo foi desenvolvido pelo presidente da escola, Nelson de Andrade, que foi campeão pela terceira vez à frente da agremiação. O desfile foi confeccionado por Nilton Peres e Joacir. O samba-enredo foi composto por Paulinho da Viola. Homenageando o compositor Heitor Villa-Lobos, morto em 1959, a Estação Primeira de Mangueira obteve o vice-campeonato com um ponto de diferença para a campeã. Últimas colocadas, Unidos da Capela e Acadêmicos de Santa Cruz foram rebaixadas para a segunda divisão. Império da Tijuca desfilou simbolicamente, devido a uma enchente que destruiu sua sede.
São Clemente venceu o Grupo 2, sendo promovida à primeira divisão junto com a vice-campeã, Imperatriz Leopoldinense. Em Cima da Hora conquistou o título do Grupo 3, sendo promovida à segunda divisão junto com a vice-campeã, Unidos de Manguinhos.
Vai Se Quiser venceu o Grupo 1 dos blocos de enredo, enquanto o Quem Quiser Pode Vir venceu o Grupo 2. Lenhadores ganhou a disputa dos frevos. União dos Caçadores foi o campeão dos ranchos. Clube dos Democráticos conquistou o título do concurso das grandes sociedades.

## Escolas de samba

### Grupo 1
O desfile do Grupo 1 foi organizado pela Associação das Escolas de Samba do Estado da Guanabara (AESEG) e realizado no domingo, dia 20 de fevereiro de 1966, na Avenida Presidente Vargas. O desfile foi aberto por Unidos de Vila Isabel e Acadêmicos de Santa Cruz, respectivamente vice-campeã e campeã do Grupo 2 do ano anterior.
| Ordem dos desfiles |
| 1. Unidos de Vila Isabel 2. Acadêmicos de Santa Cruz 3. Aprendizes de Lucas 4. Mocidade Independente de Padre Miguel 5. Unidos da Capela 6. Acadêmicos do Salgueiro 7. Império Serrano 8. Portela 9. Estação Primeira de Mangueira |

#### Quesitos e julgadores
Quatorze quesitos foram avaliados, sendo que, o quesito Desfile teve três julgadores.
| Quesito | Quesito            | Quesito           | Julgador          | Valor         |
| ------- | ------------------ | ----------------- | ----------------- | ------------- |
|         | Bateria            | Bateria           | Oziel Peçanha     | 1 a 10 pontos |
|         | Harmonia           |                   | Oziel Peçanha     | 1 a 10 pontos |
|         | Melodia            |                   | Oziel Peçanha     | 1 a 10 pontos |
|         | Fantasias          | Fantasias         | Danúbio Galvão    | 1 a 10 pontos |
|         | Bandeira           | Bandeira          | Dalva Duarte      | 1 a 10 pontos |
|         | Comissão de Frente |                   | Dalva Duarte      | 1 a 10 pontos |
|         | Enredo             | Enredo            | Joel Lopes        | 1 a 10 pontos |
|         | Letra do Samba     |                   | Joel Lopes        | 1 a 10 pontos |
|         | Porta-Bandeira     | Porta-Bandeira    | Dalva Rosanova    | 1 a 10 pontos |
|         | Mestre-Sala        |                   | Dalva Rosanova    | 1 a 10 pontos |
|         | Evolução           | Evolução          | Maurício Sherman  | 1 a 10 pontos |
|         | Conjunto           |                   | Maurício Sherman  | 1 a 10 pontos |
|         | Alegoria           | Alegoria          | Celita Vacani     | 1 a 10 pontos |
|         | Desfile            | J1                | Mário de Oliveira | 1 a 3 pontos  |
| J2      | Desfile            | Darci Tercideo    |                   | 1 a 3 pontos  |
| J3      | Desfile            | Vera Lúcia Gertel |                   | 1 a 3 pontos  |

#### Classificação
Portela foi a campeã, conquistando seu 18.º título na elite do carnaval. O campeonato anterior da escola foi conquistado dois anos antes, em 1964. A Portela realizou um desfile baseado no livro Memórias de um Sargento de Milícias, do escritor Manuel Antônio de Almeida. O enredo foi desenvolvido pelo presidente da escola, Nelson de Andrade, que foi campeão pela terceira vez à frente da agremiação. O desfile foi confeccionado por Nilton Peres e Joacir. O samba-enredo foi composto por Paulinho da Viola.
Estação Primeira de Mangueira ficou com o vice-campeonato, por um ponto de diferença para a campeã, com um desfile sobre o compositor Heitor Villa-Lobos, morto em 1959. Terceiro colocado, o Império Serrano realizou um desfile sobre a Bahia. De volta ao Grupo 1 após oito anos desfilando nos grupos inferiores, a Unidos de Vila Isabel ficou em quarto lugar desfilando o enredo "Três Épocas do Brasil". Campeão do ano anterior, o Acadêmicos do Salgueiro se classificou em quinto lugar com um desfile sobre célebres casais da história nacional. Mocidade Independente de Padre Miguel foi a sexta colocada com uma apresentação sobre a Academia Brasileira de Letras. Sétima colocada, a Aprendizes de Lucas desfilou com o enredo "A Semente de um Grande Império". Unidos da Capela foi rebaixada para o Grupo 2 após atingir a penúltima colocação com um desfile sobre os oitenta e oito anos da primeira gravação de samba no Brasil. Campeã do Grupo 2 do ano anterior, a Acadêmicos de Santa Cruz foi rebaixada de volta para a segunda divisão. Última colocada, a escola desfilou o enredo "Epopéia de Uma Raça". A escola Império da Tijuca desfilou simbolicamente, devido a uma enchente que destruiu sua sede. A AESEG e as demais escolas decidiram por não rebaixar a agremiação uma vez que ela foi prejudicada por uma catástrofe natural.
| Legenda: Campeã Rebaixadas para o Grupo 2 * Sem informação disponível |

| Col. | Escola                                | Enredo                                    | Carnavalesco(a)                                                 | Pontos        | Desempate        |
| ---- | ------------------------------------- | ----------------------------------------- | --------------------------------------------------------------- | ------------- | ---------------- |
| 1    | Portela                               | Memórias de Um Sargento de Milícias       | Nelson de Andrade, Nilton Peres e Joacir                        | 130           | -                |
| 2    | Estação Primeira de Mangueira         | Exaltação a Villa-Lobos                   | Júlio Mattos                                                    | 129           | -                |
| 3    | Império Serrano                       | Glória e Graças da Bahia                  | Armando Iglésias, Antônio Carbonelli e Paulo dos Santos Freitas | 126           | -                |
| 4    | Unidos de Vila Isabel                 | Três Épocas do Brasil                     | Gabriel do Nascimento e Dario Trindade                          | 120           | Bateria (10 pts) |
| 5    | Acadêmicos do Salgueiro               | Os Amores Célebres do Brasil              | Clóvis Bornay                                                   | 120           | Bateria (9 pts)  |
| 6    | Mocidade Independente de Padre Miguel | Exaltação à Academia Brasileira de Letras | Guilherme Martins e Alfredo Brigs                               | 103           | -                |
| 7    | Aprendizes de Lucas                   | A Semente de Um Grande Império            | Mário Santos                                                    | 94            | -                |
| 8    | Unidos da Capela                      | Oitenta e Oito Anos de Samba              | *                                                               | 91            | -                |
| 9    | Acadêmicos de Santa Cruz              | Epopéia de Uma Raça                       | Abílio Correia de Souza                                         | 88            | -                |
| -    | Império da Tijuca                     | A História do Teatro Nacional             | Mauro Afonso                                                    | Hors concours | Hors concours    |

### Grupo 2
O desfile do Grupo 2 foi organizado pela AESEG e realizado na Avenida Presidente Vargas, entre as 21 horas do domingo, dia 20 de fevereiro de 1966, e as 13 horas e 30 minutos do dia seguinte.
| Ordem dos desfiles |
| 1. Unidos do Jardim 2. Unidos de São Carlos 3. Paraíso do Tuiuti 4. Caprichosos de Pilares 5. Imperatriz Leopoldinense 6. Unidos da Tijuca 7. Aprendizes da Gávea 8. Tupy de Brás de Pina 9. Unidos do Cabuçu 10. União de Jacarepaguá 11. Independentes do Leblon 12. União do Centenário 13. São Clemente 14. Lins Imperial 15. Unidos de Padre Miguel |

#### Quesitos e julgadores
As escolas foram avaliadas em treze quesitos.
| Quesito | Quesito            | Quesito        | Julgador         |
| ------- | ------------------ | -------------- | ---------------- |
|         | Bateria            | Bateria        | Mário Azevedo    |
|         | Harmonia           |                | Mário Azevedo    |
|         | Melodia            |                | Mário Azevedo    |
|         | Fantasias          | Fantasias      | Carlos Sorensen  |
|         | Bandeira           | Bandeira       | Noemi Flores     |
|         | Comissão de Frente |                | Noemi Flores     |
|         | Enredo             | Enredo         | Rui Costa Duarte |
|         | Letra do Samba     |                | Rui Costa Duarte |
|         | Porta-Bandeira     | Porta-Bandeira | Johny Flanklin   |
|         | Mestre-Sala        |                | Johny Flanklin   |
|         | Evolução           | Evolução       | Dennys Gray      |
|         | Conjunto           |                | Dennys Gray      |
|         | Alegoria           | Alegoria       | Lito Cavalcanti  |

#### Classificação
São Clemente foi a campeã, conquistando sua promoção inédita à primeira divisão. Vice-campeã, a Imperatriz Leopoldinense garantiu seu retorno à primeira divisão, de onde foi rebaixada no ano anterior. Últimas colocadas, União do Centenário e Paraíso do Tuiuti foram rebaixadas para a terceira divisão.
| Legenda: Promovidas ao Grupo 1 Rebaixadas para o Grupo 3 * Sem informação disponível |

| Col. | Escola                   | Enredo                                     | Carnavalesco(a)                                                             | Pontos |
| ---- | ------------------------ | ------------------------------------------ | --------------------------------------------------------------------------- | ------ |
| 1    | São Clemente             | Apoteose ao Folclore Brasileiro            | Ivo da Rocha Gomes                                                          | 126    |
| 2    | Imperatriz Leopoldinense | Monarquia e Esplendor da História          | Armando Iglesias, Antônio Carbonelli, Paulo Freitas e Walter Pinto da Silva | 110    |
| 3    | Unidos de São Carlos     | História da Escola Nacional de Belas Artes | José Coelho                                                                 | 109    |
| 4    | Aprendizes da Gávea      | A Vida em Flor de Dona Beja                | *                                                                           | 100    |
| 5    | Independentes do Leblon  | D. Beja, a Feiticeira de Araxá             | *                                                                           | 91     |
| 6    | União de Jacarepaguá     | Galeria de Vultos Imperiais                | *                                                                           | *      |
| 7    | Unidos de Padre Miguel   | Conquista de Araci                         | *                                                                           | *      |
| 8    | Lins imperial            | Chiquinha Gonzaga e Sua Época              | *                                                                           | *      |
| 9    | Tupy de Brás de Pina     | Exaltação à Bahia                          | *                                                                           | *      |
| 10   | Unidos do Cabuçu         | Apoteose ao Trabalho                       | *                                                                           | *      |
| 11   | Unidos da Tijuca         | O Império em Três Atos                     | *                                                                           | *      |
| 12   | Caprichosos de Pilares   | Vida e Obra de D. João VI                  | *                                                                           | *      |
| 13   | Unidos do Jardim         | Os Três Acontecimentos Históricos          | *                                                                           | *      |
| 14   | União do Centenário      | Sua Majestade, o Carnaval                  | *                                                                           | *      |
| 15   | Paraíso do Tuiuti        | Sonho de Uma Noite de Carnaval             | Júlio Mattos                                                                | *      |

### Grupo 3
O desfile do Grupo 3 foi organizado pela AESEG e realizado na Praça Onze, entre as 21 horas do domingo, dia 20 de fevereiro de 1966, e as 13 horas do dia seguinte. Cerca de vinte mil pessoal assistiram ao desfile.
| Ordem dos desfiles |
| 1. Independentes de Mesquita 2. Unidos de Manguinhos 3. Unidos da Ponte 4. Aprendizes da Boca do Mato 5. Unidos do Jacaré 6. Unidos de Bangu 7. Capricho do Centenário 8. Independente do Zumbi 9. Sai Quem Pode 10. Beija-Flor 11. Cartolinhas de Caxias 12. Unidos do Uraiti 13. Em Cima da Hora 14. Unidos da Vila São Luís 15. Império do Marangá 16. União de Vaz Lobo 17. Acadêmicos do Engenho da Rainha 18. União da Piedade 19. Unidos de Nilópolis 20. Unidos da Vila Santa Tereza 21. Unidos do Éden 22. Acadêmicos do Engenho de Dentro 23. Império de Campo Grande 24. Inferno Verde 25. União da Ilha do Governador 26. Acadêmicos de Bonsucesso |

#### Quesitos e julgadores
As escolas foram avaliadas em onze quesitos.
| Quesito | Quesito        | Quesito        | Julgador                 |
| ------- | -------------- | -------------- | ------------------------ |
|         | Bateria        | Bateria        | Ilmar Gastão de Carvalho |
|         | Harmonia       |                | Ilmar Gastão de Carvalho |
|         | Melodia        |                | Ilmar Gastão de Carvalho |
|         | Fantasias      | Fantasias      | Nilza Fonseca            |
|         | Enredo         | Enredo         | Antônio Maria Almeida    |
|         | Letra do Samba |                | Antônio Maria Almeida    |
|         | Porta-Bandeira | Porta-Bandeira | Mário Grimel             |
|         | Mestre-Sala    |                | Mário Grimel             |
|         | Evolução       | Evolução       | Sandra Dickens           |
|         | Conjunto       |                | Sandra Dickens           |
|         | Alegoria       | Alegoria       | Moacir Figueiredo        |

#### Classificação
Em Cima da Hora foi a campeã, conquistando sua promoção inédita à segunda divisão. Em seu segundo desfile no carnaval, a Unidos de Manguinhos foi vice-campeã, sendo promovida ao Grupo 2.
| Legenda: Promovidas ao Grupo 2 * Sem informação disponível |

| Col. | Escola                          | Enredo                                                    | Carnavalesco(a)                                             | Pontos |
| ---- | ------------------------------- | --------------------------------------------------------- | ----------------------------------------------------------- | ------ |
| 1    | Em Cima da Hora                 | Esplendor de uma Época: Missão Artística Francesa em 1816 | Sebastião Souza de Oliveira                                 | 105    |
| 2    | Unidos de Manguinhos            | Homenagem a D. Pedro I ou O Grito do Ipiranga             | Nilton Costa                                                | 101    |
| 3    | Beija-Flor                      | Fatos que Culminaram com a Independência do Brasil        | Augusto de Almeida                                          | 98     |
| 4    | União da Ilha do Governador     | A Queda da Monarquia ou Imagens do Brasil                 | Djalma                                                      | 83     |
| 5    | Unidos de Bangu                 | Viagem Pitoresca à História do Brasil                     | Darcy de Jesus                                              | 65     |
| 6    | Capricho do Centenário          | Os Bandeirantes                                           | *                                                           | *      |
| 7    | Império do Marangá              | Teatro da Ópera dos Vivos                                 | *                                                           | *      |
| 8    | Acadêmicos do Engenho da Rainha | O Negro na Civilização Brasileira                         | *                                                           | *      |
| 9    | Independente do Zumbi           | Exaltação à Marinha                                       | *                                                           | *      |
| 10   | Aprendizes da Boca do Mato      | Redentores da Escravidão no Brasil                        | *                                                           | *      |
| 11   | Unidos do Jacaré                | Liberdade da Cor                                          | *                                                           | *      |
| 12   | Império de Campo Grande         | Entradas e Bandeiras                                      | *                                                           | *      |
| 13   | União de Vaz Lobo               | Exaltação a Cabo Frio                                     | *                                                           | *      |
| 14   | Independentes de Mesquita       | Fundação da Primeira Cidade do Brasil                     | *                                                           | *      |
| 15   | Cartolinhas de Caxias           | Poetas do Brasil e Suas Jóias Literárias                  | *                                                           | *      |
| 16   | Unidos da Vila São Luís         | Uma Só Bandeira                                           | *                                                           | *      |
| 17   | Unidos de Nilópolis             | Marília de Dirceu                                         | *                                                           | *      |
| 18   | Unidos do Uraiti                | Marquesa de Santos                                        | *                                                           | *      |
| 19   | Unidos da Vila Santa Tereza     | Das Bandeiras ao Garimpo                                  | Darcy do Bonfim, Arthur Nunes e Alcides Fernandes de Castro | *      |
| 20   | União da Piedade                | Artes, Ciências e Cultura                                 | *                                                           | *      |
| 21   | Inferno Verde                   | *                                                         | *                                                           | *      |
| 22   | Sai Quem Pode                   | Abolição da Escravatura                                   | *                                                           | *      |
| 23   | Unidos da Ponte                 | Oswaldo Cruz, o Saneador da Cidade                        | Carmelita Brasil                                            | *      |
| 24   | Acadêmicos do Engenho de Dentro | Costumes e Tradições do Rio Grande do Sul                 | *                                                           | *      |
| 25   | Acadêmicos de Bonsucesso        | *                                                         | *                                                           | *      |
| 26   | Unidos do Éden                  | Epopéia do Pai João                                       | *                                                           | *      |

## Blocos de enredo
Os desfiles dos blocos de enredo foram organizados pela Federação dos Blocos Carnavalescos do Estado do Rio de Janeiro (FBCERJ), entidade criada no ano anterior para gerir os desfiles.

### Grupo 1
O desfile foi realizado na Avenida Presidente Vargas, a partir das 23 horas e 30 minutos do sábado, dia 19 de fevereiro de 1966.
| Ordem dos desfiles |
| 1. Arranco 2. Bloco do Barriga 3. Não Tem Mosquito 4. Cometas do Bispo 5. Foliões de Botafogo 6. Unidos de Cordovil 7. Quem Fala de Nós Não Sabe o Que Diz 8. Bafo do Bode 9. Vai Se Quiser |

#### Quesitos e julgadores
Os blocos foram avaliados em três quesitos.
| Quesito | Quesito                  | Quesito                  | Julgador           |
| ------- | ------------------------ | ------------------------ | ------------------ |
|         | Conjunto e originalidade | Conjunto e originalidade | Antônio de Almeida |
|         | Música                   | Música                   | Oziel Peçanha      |
|         | Fantasias                | Fantasias                | Dalva Duarte       |

#### Classificação
Vai Se Quiser foi o campeão.
| Legenda: Campeão Rebaixados para o Grupo 2 * Sem informação disponível |

| Col. | Bloco                               | Enredo                       | Pontos |
| ---- | ----------------------------------- | ---------------------------- | ------ |
| 1    | Vai Se Quiser                       | O Império Chinês             | 25     |
| 2    | Foliões de Botafogo                 | A Favorita do Imperador      | 22     |
| 3    | Quem Fala de Nós Não Sabe o Que Diz | Exaltação às Estações do Ano | 20     |
| 4    | Arranco                             | Faustoso Extremo Oriente     | 20     |
| 5    | Não Tem Mosquito                    | *                            | 14     |
| 6    | Bloco do Barriga                    | Rio dos Vice-Reis            | 14     |
| 7    | Bafo do Bode                        | *                            | 12     |
| 8    | Unidos de Cordovil                  | Uma Feira em Santana         | 12     |
| 9    | Cometas do Bispo                    | Conjuração Mineira           | 9      |

### Grupo 2
O desfile foi realizado na Praça Onze entre as 21 horas e 30 minutos do sábado, dia 19 de fevereiro de 1966, e às 2 horas e 30 minutos do dia seguinte.

#### Quesitos e julgadores
Os blocos foram avaliados em três quesitos.
| Quesito | Quesito                  | Quesito                  | Julgador             |
| ------- | ------------------------ | ------------------------ | -------------------- |
|         | Conjunto e originalidade | Conjunto e originalidade | Carlos Sorensen      |
|         | Música                   | Música                   | Rubem Pinto da Rocha |
|         | Fantasias                | Fantasias                | Carlos Sorensen      |

#### Classificação
Quem Quiser Pode Vir foi campeão por um ponto de diferença para o vice, Batutas de Oswaldo Cruz. Os últimos colocados foram rebaixados para o Grupo 3, que foi criado no ano seguinte.
| Legenda: Promovidos ao Grupo 1 Rebaixados para o Grupo 3 |

| Col. | Bloco                            | Enredo                   | Pontos |
| ---- | -------------------------------- | ------------------------ | ------ |
| 1    | Quem Quiser Pode Vir             | Um Abraço ao Rio         | 25     |
| 2    | Batutas de Oswaldo Cruz          | *                        | 24     |
| 3    | Canários das Laranjeiras         | Castro Alves             | 22     |
| 4    | Unidos do Parque Felicidade      | *                        | 19     |
| 4    | Amigos do Pompílio               | *                        | 19     |
| 5    | Mocidade Independente de Inhaúma | *                        | 18     |
| 6    | Acadêmicos do Grotão             | *                        | 17     |
| 7    | Unidos do Cabral                 | Carnaval Sempre Carnaval | 16     |
| 8    | Unidos de Barros Filho           | *                        | 15     |
| 9    | Deixa Comigo                     | *                        | 14     |

## Frevos carnavalescos
O desfile dos frevos foi realizado na noite do sábado, dia 19 de fevereiro de 1966, na Avenida Presidente Vargas.
| Ordem dos desfiles                                                          |
| 1. Pás Douradas 2. Toureiros 3. Lenhadores 4. Batutas da Cidade Maravilhosa |

### Quesitos e julgadores
Os clubes foram avaliados em cinco quesitos.
| Quesito | Quesito               | Julgador             |
| ------- | --------------------- | -------------------- |
|         | Evoluções             | Maria Luísa Martinho |
|         | Conjunto de Passistas | Denys Gray           |
|         | Fantasia              | Arlindo Rodrigues    |
|         | Melodia               | Otônio Benevenuto    |
|         | Enredo                | Mário de Oliveira    |

### Classificação
Lenhadores foi o clube campeão.
| Legenda: Campeão * Sem informação disponível |

| Col. | Frevo                         | Enredo                       | Pontos |
| ---- | ----------------------------- | ---------------------------- | ------ |
| 1    | Lenhadores                    | Sinfonia do Café             | 46     |
| 2    | Toureiros                     | Festa da Uva                 | 35     |
| 3    | Pás Douradas                  | Apoteose à Marinha do Brasil | 34     |
| 4    | Batutas da Cidade Maravilhosa | *                            | 30     |

## Ranchos carnavalescos
O desfile dos ranchos foi realizado na Avenida Presidente Vargas entre a noite de segunda-feira, dia 21 de fevereiro de 1966, e as 3 horas do dia seguinte.
| Ordem dos desfiles |
| 1. Unidos do Cunha 2. Unidos do Morro do Pinto 3. União dos Caçadores 4. Aliados de Quintino 5. Azulões da Torre 6. Tomara que Chova 7. Decididos de Quintino |

### Quesitos e julgadores
Os ranchos foram avaliados em onze quesitos.
| Quesito | Quesito                        | Quesito     | Julgador             |
| ------- | ------------------------------ | ----------- | -------------------- |
|         | Harmonia                       | Harmonia    | Otávio Benevenuto    |
|         | Melodia                        |             | Otávio Benevenuto    |
|         | Evoluções                      | Evoluções   | Rubem Pinto da Rocha |
|         | Coreografia                    | Coreografia | Celita Vacani        |
|         | Escultura                      |             | Celita Vacani        |
|         | Estandarte                     | Estandarte  | Dalva Duarte         |
|         | Fantasias                      | Fantasias   | Renato Neto          |
|         | Porta-Estandarte e Mestre-Sala |             | Renato Neto          |
|         | Enredo                         | Enredo      | Darci Tercideo       |
|         | Letra da Marcha e do Samba     |             | Darci Tercideo       |
|         | Desfile                        | Desfile     | Manuel Abrantes      |

### Classificação
União dos Caçadores foi o campeão.
| Legenda: Campeão * Sem informação disponível |

| Col. | Rancho                   | Enredo                                    | Pontos |
| ---- | ------------------------ | ----------------------------------------- | ------ |
| 1    | União dos Caçadores      | Borba Gato                                | 86     |
| 2    | Tomara que Chova         | *                                         | 73     |
| 3    | Decididos de Quintino    | *                                         | 67     |
| 4    | Unidos do Cunha          | Retorno dos Heróis da Guerra do Paraguai  | 52     |
| 5    | Azulões da Torre         | *                                         | 50     |
| 6    | Unidos do Morro do Pinto | Belezas e Riquezas do Folclore Brasileiro | 42     |
| 7    | Aliados de Quintino      | Contos e Glórias do Brasil                | 38     |

## Sociedades carnavalescas
O desfile das grandes sociedades foi realizado a partir das 20 horas da terça-feira de carnaval, dia 22 de fevereiro de 1966.

### Quesitos e julgadores
As sociedades foram avaliadas em onze quesitos.
| Quesito | Quesito                           | Quesito                           | Julgador             |
| ------- | --------------------------------- | --------------------------------- | -------------------- |
|         | Harmonia                          | Harmonia                          | Otávio Benevenuto    |
|         | Melodia                           |                                   | Otávio Benevenuto    |
|         | Evoluções                         | Evoluções                         | Rubem Pinto da Rocha |
|         | Coreografia                       | Coreografia                       | Celita Vacani        |
|         | Escultura                         |                                   | Celita Vacani        |
|         | Estandarte                        | Estandarte                        | Dalva Duarte         |
|         | Fantasias                         | Fantasias                         | Renato Neto          |
|         | Porta-Estandarte e do Mestre-Sala | Porta-Estandarte e do Mestre-Sala | Darci Tercideo       |
|         | Enredo                            |                                   | Darci Tercideo       |
|         | Letra da Marcha e do Samba        |                                   | Darci Tercideo       |
|         | Desfile                           | Desfile                           | Manuel Abrantes      |

### Notas

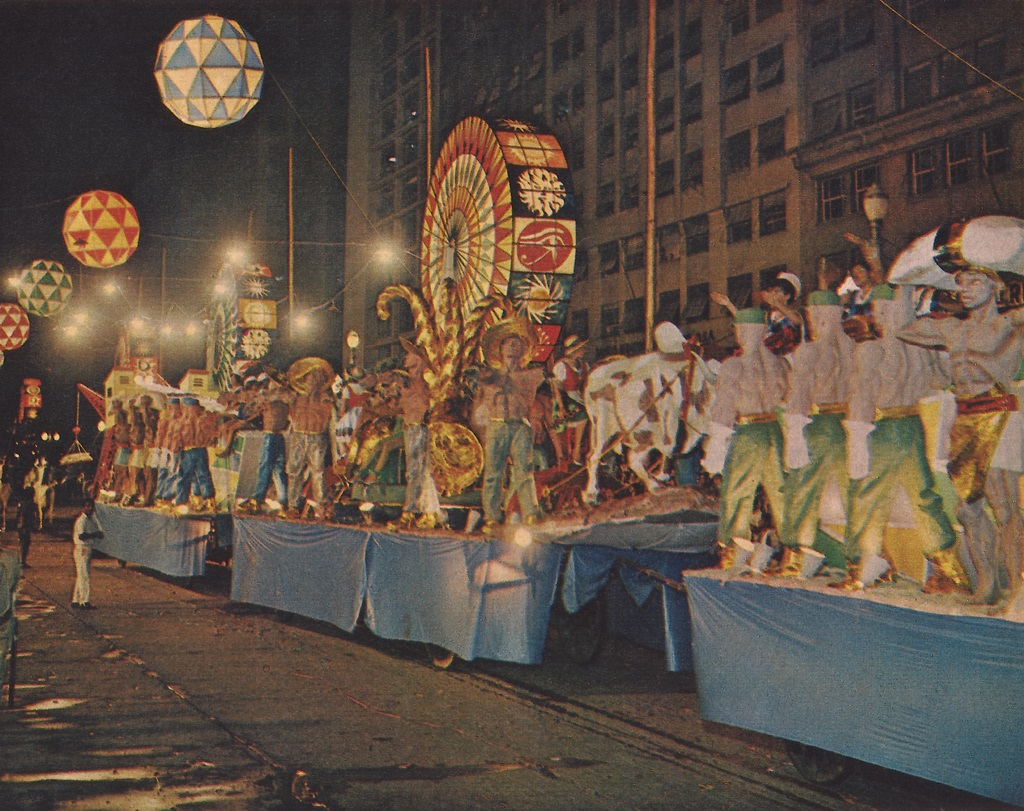
Imagem do desfile do Clube dos Democráticos no carnaval de 1966.

### Classificação
Clube dos Democráticos foi o campeão.
| Col. | Sociedade               | Pontos |
| ---- | ----------------------- | ------ |
| 1    | Clube dos Democráticos  | 56     |
| 2    | Clube dos Cariocas      | 45     |
| 3    | Tenentes do Diabo       | 43     |
| 4    | Embaixada do Sossego    | 38     |
| 5    | Turunas de Monte Alegre | 38     |
| 6    | Pierrôs da Caverna      | 32     |